# Minojapanella
Minojapanella es un género de foraminífero bentónico de la subfamilia Boultoniinae, de la familia Schubertellidae, de la superfamilia Fusulinoidea, del suborden Fusulinina y del orden Fusulinida. Su especie tipo es Minojapanella elongata. Su rango cronoestratigráfico abarca desde el Kunguriense (Pérmico inferior) hasta el Lopingiense (Pérmico superior).

## Discusión
Clasificaciones más recientes incluyen Minojapanella en la superfamilia Schubertelloidea, y en la subclase Fusulinana de la clase Fusulinata.

## Clasificación
Minojapanella incluye a las siguientes especies:
- Minojapanella elongata †
- Minojapanella fusiformis †
- Minojapanella hainanensis †
- Minojapanella minuta †
- Minojapanella parva †

En Minojapanella se han considerado los siguientes subgéneros:
- Minojapanella (Neimonggolina), también considerado como género Neimonggolina, pero considerado nomen nudum
- Minojapanella (Russiella), aceptado como género Russiella
- Minojapanella (Wutuella), aceptado como género Wutuella